# 532
532 (DXXXII) var ett skottår som började en torsdag i den julianska kalendern.

## Händelser

### Okänt datum
- Frankerna inleder en erövring av det burgundiska riket, vilken varar till 534.
- För första gången tillämpas Dionysius Exiguus' uträknade kristna tideräkning, med årtal anvigna "efter Kristus" varigenom man på så sätt kan ange innevarande år såsom Anno Domini, Herrens år.

## Födda
- Xiao Mohe, kinesisk general.

## Avlidna
- 17 oktober – Bonifatius II, påve sedan 530 (begravd detta datum, död några dagar tidigare).